# Nemzeti Hírlap (1874–1879)
A Nemzeti Hírlap (korabeli helyesírás szerint rövid i-vel: Nemzeti Hirlap) budapesti napilap volt a politika, társadalom és irodalom köréből.  1874. december 22-től Toldy István szerkesztette ellenzéki irányban; kiadta a Franklin Társulat Budapesten, kis ívrétű alakban. 1878. július 10-én Márkus István vette át a lap szerkesztését; ettől fogva nagy ívrét-alakban jelent meg reggeli és esti kiadásban, kormánypárti szellemben, 1879. június 30-ig, amikor megszűnt.